# The Art of the Steal - L'arte del furto
The Art of the Steal - L'arte del furto (The Art of the Steal) è un film del 2013 scritto e diretto da Jonathan Sobol, con protagonisti Kurt Russell, Jay Baruchel e Matt Dillon.

## Trama
Crunch Calhoun viene condannato a sette anni di prigione dopo che una rapina è andata male e il suo socio e fratellastro Nicky lo ha tradito. Stavano svolgendo un lavoro a Varsavia, che era uno "scambio fluido" - in sostanza avevano un lasso di tempo limitato per cambiare un dipinto autentico con un falso. Ci erano quasi riusciti, ma il ritocco dell'ultimo minuto del falsario è stato notato e Nicky ha fatto scattare l'allarme del museo. Catturato dalla polizia locale, Nicky può evitare una condanna a 20 anni di carcere se restituisce il Gauguin e fa la spia su qualcuno. Crunch finisce nella prigione di Varsavia per 5 anni, senza mai dimenticare che Nicky ha tradito la fiducia della squadra.
Una volta rilasciato, Crunch inizialmente guadagna soldi facendo dei numeri sulla sua moto. Poiché la vecchia squadra si è sciolta, la sua affascinante fidanzata Lola e il suo apprendista Francie si uniscono a lui. Nel frattempo, Nicky viene interrogato dall'agente dell'Interpol Bick, aiutato dall'informatore Sam Winters, alla ricerca di un famoso dipinto di Seurat. Tuttavia, il collega di Nicky lo ha portato con sé.
Crunch viene aggredito dal collega scontento di Nicky, quindi cerca un lavoro con il suo vecchio compagno di squadra, "zio" Paddy. Da Paddy, incontra Nicky e il Seurat. Paddy spiega che un libro storico di inestimabile valore, il secondo stampato con la pressa Gutenberg (ovvero il Vangelo secondo Giovanni), deve essere rubato da un deposito doganale, con un risarcimento di 1,5 milioni di dollari. Insistendo sul fatto che è "fuori", Crunch se ne va con Nicky che lo segue da vicino. Mentre se ne vanno, Nicky ruba le tasche di persone indifese, così Crunch è in grado di fargli notare che non rispetta il loro codice: che alcune persone, come la famiglia e gli indifesi, dovrebbero essere protette. Più tardi, in un bar, Lola sembra convincere Crunch a fare il lavoro.
Incontrando Guy, il loro falsario parigino, all'aeroporto, l'Interpol viene allertata. L'agente Bick e Winters (un ladro anziano che collabora con l'Interpol in cambio della liberta vigilata) individuano Crunch, così i vecchi colleghi hanno una conversazione privata. Tutti insieme, il piano della squadra viene formulato da Nicky. La squadra di Crunch fa confiscare il libro "vero" nel magazzino della dogana dentro un'enorme scultura a forma di vagina. Poi Guy, fingendosi un sostituto ufficiale del perito d'arte per l'ex di Paddy, Olga, si intrufola nella replica del libro, fa lo scambio e se ne va con quello vero.
Mentre la squadra festeggia in seguito, Guy racconta loro di un maestro falsario a cui aspira: Vincenzo Peruggia, che ha contribuito a fare milioni con le falsificazioni della Monna Lisa nel 1911. Questa storia ispira Nicky a convincere Crunch a falsificare dei duplicati da vendere a più acquirenti, ottenendo per loro un guadagno di diverse volte superiore al pagamento originale. Guy dice loro che gli serviranno 750.000 a libro e un mese per completarli mentre Paddy trova gli acquirenti. Nicky ne mette 300.000, il resto copre la differenza. Crunch dà a Nicky l'opportunità di confessare se sta tramando qualcosa di losco, ma lui non la coglie.
Tuttavia, Nicky crea segretamente le sue contraffazioni più economiche con Dirty Ernie per venderle agli acquirenti di Crunch prima che la squadra possa spedirle. In questo modo può dividere i soldi solo in due modi. Ernie gli chiede come può tradire la famiglia, ma è evidente che il risultato finanziario è tutto ciò che conta per lui.
Nicky chiama l'acquirente originale, ma l'acquirente afferma di non sapere nulla dell'affare. Un Nicky frenetico chiama tutte le persone e le organizzazioni coinvolte nella rapina, scoprendo con sgomento che o non erano raggiungibili o non erano a conoscenza del libro. Crunch rivela come il libro storico era, in realtà, un espediente inventato. Il suo vero scopo era rubare il Seurat a Nicky e fare un sacco di soldi usando l'idea di Nicky di falsificare più documenti. Nel frattempo, l'Interpol riceve una soffiata anonima sul luogo in cui si trova Nicky e sul dipinto che ha rubato al socio che aveva tradito in precedenza.
Come ringraziamento, Sam riceve il Seurat originale al momento della libertà vigilata.

## Produzione
Il progetto inizialmente era intitolato The Black Marks, ma nel gennaio 2013 viene reintitolato The Fix ed infine nel marzo viene definitivamente cambiato in The Art of the Steal.
Le riprese del film iniziano il 16 febbraio 2012.

## Promozione
Il primo trailer del film viene diffuso il 6 settembre 2013.

## Distribuzione
La pellicola è stata presentata in anteprima mondiale al Toronto International Film Festival l'11 settembre 2013 e successivamente distribuita nelle sale cinematografiche statunitensi a partire dal 20 settembre successivo.